# Jan Walter
Jan Walter (* 1984 in Trier) ist ein deutscher Schauspieler.

## Leben
Jan Walter wurde 1984 in Trier geboren und wuchs in Bitburg auf. Von 2004 bis 2007 studierte er Medien- und Kulturwissenschaft in Düsseldorf und Alicante.
Seine Schauspielausbildung absolvierte er von 2008 bis 2011 an der Universität der Künste Berlin (UdK). Er hatte Engagements am Maxim-Gorki-Theater und am Deutschen Theater Berlin, bevor er von 2012 bis 2016 Ensemblemitglied am Landestheater Niederösterreich war.
Weitere Engagements führten ihn ans Ballhaus Naunynstraße sowie an die Vereinigte Bühnen Bozen. Er lebt in Wien und ist als Gast immer wieder an der Bühne Baden und dem Theater der Jugend Wien zu sehen. 2017 spielte er am Schauspielhaus Salzburg in Das Bildnis des Dorian Gray die Titelrolle. Neben Auftritten in Film, TV und Werbung ist er auch als Sprecher für Hörbuch und Radio tätig.
In der Spielzeit 2019/20 war er Ensemblemitglied am Theater Trier, 2021 gastierte er am Theater Ulm. Von 2020 bis 2022 war er in dem Musical Anatevka als Fedja am Stadttheater Baden zu sehen.

## Theater (Auswahl)
- 2009–2010: Maxim Gorki Theater Berlin, Romeo und Julia (Regie: Nuran David Calis)
- 2010: UNI.T Theater der UdK, Wir schlafen nicht (Regie: Hermann Schmidt-Rahmer)
- 2011: Deutsches Theater Berlin, Massensterben der Möglichkeiten (Regie: Sascha Hawemann)
- 2012–2016: Landestheater Niederösterreich
  - Der Bauer als Millionär von Ferdinand Raimund (Regie: Jerome Savary)
  - Die Radikalisierung des Bradly Mannings von Tim Price (Regie: Daniela Kranz)
  - verschiedene Rollen in Die schmutzigen Hände von Jean-Paul Satre (Regie: Maaike van Langen)
  - Lysander in Ein Sommernachtstraum von William Shakespeare (Regie: Sebastian Schug)
  - Geschichten aus dem Wiener Wald von Ödön von Horváth (Regie: Birgit Doll)
  - Danforth in Hexenjagd Danforth von Arthur Miller (Regie: Cilli Drexel)
  - Horace von Pierre Corneille (Regie: Katrin Plötner)
  - Lichter der Vorstadt (Regie: Alexander Charim),
  - Mamma Medea von Tom Lanoye (Österreichische Erstaufführung; Regie: Philipp Hauss)
  - Minus und die verrückte Hutjagd (Regie: Dominic Oley)
  - Leon in Weh dem der lügt von Franz Grillparzer (Regie: Alexander Charim)
- 2015: Ballhaus Naunynstraße, I call my brothers (Regie: Michael Ronen)
- 2015: Sommertheater Bühne Baden, Der fidele Bauer  (Regie: Christa Ertl)
- 2016: Vereinigte Bühnen Bozen, Die Räuber (Regie: Philipp Jescheck)
- 2017: Bronski & Grünberg Theater, Anti_gone (Regie: Steve Schmidt)
- 2017: Theater der Jugend, Peter Pan (Regie: Michael Schachermaier)
- 2017: Schauspielhaus Salzburg, Das Bildnis des Dorian Gray (Regie: Charlotte Koppenhöfer)
- 2018: Vereinigte Bühnen Bozen, Der thermale Widerstand (Regie: Jessica Glause)
- 2019: Theater der Jugend, Ronja Räubertochter (Regie: Yüksel Yolcu)
- 2019: Bühne Baden, Die geschiedene Frau (Regie: Leonard C. Prinsloo)
- 2019: Theater Trier: Souvenir (Regie: Ulf Dietrich), Nathan der Weise (Regie: Andreas von Studnitz), Aladin und die Wunderlampe  (Regie: Kim Langner, Axel Weidemann)
- 2020–2022: Bühne Baden, Anatevka (Regie: Volker Wahl)
- 2021: Theater Ulm mehrere Rollen in Die Schneekönigin (Regie: Alexander Flache)

## Filmografie
- 2016: UFO – Es ist hier (Regie: Daniele Grieco)
- 2024: SOKO Linz – Das Phantom	(Fernsehserie)